# Иван Фльоров
Иван Андреевич Фльоров (24 април 1905 г. , с. Двуречки, Липецка област – 6 октомври 1941 г.) е командир на първата батарея на Червената армия БМ-13 Катюша по време на Великата отечествена война. Герой на Руската федерация (1995 г., посмъртно).

## Биография
Роден е в село Двуречки (сега Хразински район, Липецка област, Русия) в семейството на служител. След като завършва земското училище, той работи първо в селото, а след това като чирак-шлосер в захарната фабрика Борин. През 1926 г. завършва Фабрично чиракуващото училище (FZU) в чугунолеярния завод в Липецк. Тук, като един от най-добрите възпитаници на училището, той работи известно време като майстор по производствено обучение.
През 1927 – 1928 г. служи в Червената армия, в артилерийски части и завършва едногодишни курсове за командири към 9-и корпусен артилерийски полк. През 1933 г. е повикан на 45-дневен курс за запасни офицери и оттогава остава в армията. През 1939 г. е записан като стажант в Артилерийската академия на Червената армия на името на Ф. Е. Дзержински. Участник във войната с Финландия през 1939 – 1940 г., отличава се в битките при пробива на „линията Манерхайм“. Награден е с орден „Червена звезда“ за боевете при езерото Савнаярви. След края на военните действия той се връща да учи в академията. Живял е в Балашиха, Московска област.
В началото на Великата отечествена война, на 28 юни 1941 г., по предложение на началника на академията генерал-майор Л. А. Говаров, капитан Фльовров е назначен за командир на първата отделна експериментална батарея реактивна артилерия в Червената армия. На 2 юли батерията, въоръжена със 7 опитни бойни установки БМ-13 (по-късно наречена „Катюша“), замина за Западния фронт. Батерията на Флеров изстрелва първите залпове по врага близо до Орша. Дневникът на действието на батерията записва: „1941/07/14 15 часа 15 минути. Удрят фашистки ешелони на железопътния възел Орша. Резултатите са отлични. Цяло море от огън“. Този първи удар е толкова ефективен и опустошителен, че нацистите, според докладите на маршал Тимошенко до Сталин, „... прекараха целия ден, извеждайки ранените и убитите, спирайки офанзивата за един ден“.
След залповете в района на Орша последват атаки срещу нашествениците при Елня, Рославъл и Спас-Деменск.
В началото на октомври 1941 г. батерията на Фльоров, заедно с други части, се озовава в котела Спас-Деменск. През нощта на 7 октомври колона от акумулаторни превозни средства е нападната от засада близо до село Багатир (Знаменски район, Смоленска област). Намирайки се в безнадеждна ситуация, личният състав на батареята поема битката. Докато някои отблъскват вражеските атаки, други се втурват към бойните съоръжения. Под силен огън те взривяват колите. Като тежко ранен командирът загива заедно с основната пускова установка. Онези, които остават живи, отвъръщат на удара. Само 46 войници успяват да излязат от обкръжението, те са изведени от командира на огневия взвод старши лейтенант А. В. Кузмин и командира на батареята политинженер И. Я. Нестеров. Комбатът и останалите бойци с гордост изпълняват дълга си докрай, но се смятат за „изчезнали“.
Дълги години нищо не се знае за съдбата на Фльовров. В началото на 60-те години търсачите откриват мястото на последната битка на батерията. Съобщените на командването факти за последния бой са проверени и потвърдени. С указ на Президиума на Върховния съвет на СССР от 14 ноември 1963 г. капитан Иван Андреевич Фльовров е награден посмъртно с орден „Отечествена война“ I степен. През 1995 г. капитан И. А. Флеров е удостоен със званието Герой на Русия.

## Памет
В редица градове на бившия Съветски съюз са издигнати улици, училища и паметници в чест на капитан Фльоров. В Орша една от улиците носи неговото име. Първият паметник се появява през 1964 г. на мястото на последната битка на батареята, близо до село Багатир, последният – през 2003 г. в град Балашиха, Московска област, откъдето отива на фронта.